# Zugdidi

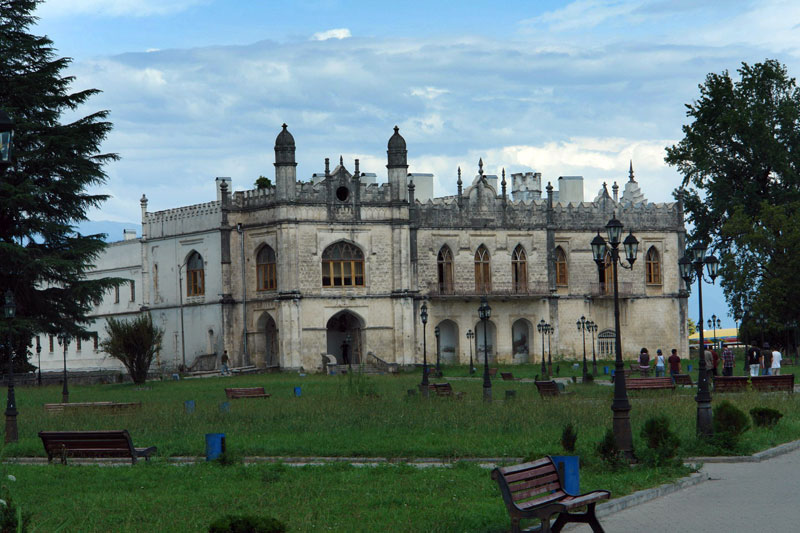
Palác Dadiani v Zugdidi

Zugdidi (gruzínsky a megrelsky: ზუგდიდი) je město v západní Gruzii rozkládající se při jižní hranici s Abcházií 25 km od Černého moře.

## Popis
Město leží v nadmořské výšce okolo 120 m, v bezprostřední blízkosti s odštěpeneckou Abcházií. Jedná se o krajské město regionu Samegrelo-Horní Svanetie. V roce 2002 mělo město 75 894 obyvatel, v roce 2014 42 998.
Název Zugdidi v megrelštině znamená „Velký Kopec“.

## Historie
Osada Zugdidi byla poprvé zmíněna v 17. století, ačkoliv byla založena mnohem dříve. Dokladem toho je místní kostel zbudovaný v polovině 14. století. Od roku 1803 se Zugdidi stalo sídelním městem šlechtických rodů z Megrelie a hlavním městem tehdejšího knížectví Odiši. Město zaznamenalo rozmach v letech 1860–1890, když nechal mocný rod Dadiani vybudovat palác s kostelem a botanickou zahradu. Toto dílo se povedlo díky investici Achilla Bonaparteho, strýce Napoleonovy sestry Karolíny Bonaparte, který se v roce 1868 oženil s poslední megrelskou panovnicí Salome Dadiani. Palác však dvakrát vyhořel (1894 a 2000), ale byl v obou případech obnoven.
V roce 1993 se z tohoto města stala bašta povstalců (Zviadovců) proti vládě prezidenta Ševardnadzeho, které vedl svržený první postkomunistický prezident Zviad Gamsachurdia.

## Zugdidi v populární kultuře
Zugdidi je místo, ve kterém se odehrává děj divadelního představení "Hledá se Stalin", které v současnosti uvádí divadelní spolek z Institutu mezinárodních studií Fakulty sociálních věd Univerzity Karlovy v Praze - Teritoriální tyjátr.